# Redlands, Kalifornien
Redlands, ort i San Bernardino County i södra Kalifornien. I staden bor 68 747 invånare (2010). Redlands ligger öster om Los Angeles i utkanten av Los Angeles storstadsområde. I Redlands finns bland annat University of Redlands och geografiska informationsföretaget Esri. 

## Kända personer med anknytning till Redlands
- Landon Donovan - amerikansk fotbollsspelare som gick på high school (gymnasium) i Redlands.
- Joan Baez - amerikansk folkmusiker som gick på high school (gymnasium) i Redlands.
- Jerry Lewis (politiker) - amerikansk republikansk politiker bosatt i Redlands.
- Jack Dangermond - GIS-företaget ESRI:s grundare och VD.